# Königin-Juliana-Brücke
Die Königin-Juliana-Brücke (niederländisch Koningin Julianabrug) ist eine Straßenbrücke über die Sint Annabaai genannte Meerenge in der Stadt Willemstad auf Curaçao, Königreich der Niederlande. Sie verbindet die Stadtteile Punda und Otrabanda.
Die vierspurige, stählerne Trapezrahmenbrücke überquert die Meerenge in einer Höhe von 56,4 m, um Seeschiffen die Zufahrt zum Schottegat zu ermöglichen.
Die Brücke wurde am 30. April 1974 in Betrieb genommen. Der Vorgängerbau stürzte 1967 ein, dabei wurden 15 Arbeiter getötet.
Namensgeber war Juliana, Königin des Königreichs der Niederlande.